# Base navale de Stirling
La base navale de Stirling ou Fleet Base West est le nom donné à la principale base navale de la marine australienne sur Garden Island juste au large des côtes de l'Australie-Occidentale, près de la ville de Perth. Garden Island a son propre aéroport (OACI: YGAD).

## Histoire
Le nom de Stirling honore l'amiral Sir James Stirling, un officier de marine britannique et administrateur colonial qui débarqua sur Garden Island, en 1827 et fut envoyé en tant que commandant du Parmelia en juin 1829 créer et administrer la colonie de Swan River en Australie occidentale. Il a été le premier gouverneur d'Australie-Occidentale (1828-38) et de sa propre initiative, a signé le premier traité entre la Grande-Bretagne et le Japon en 1854.
Les travaux de la base ont commencé en 1969 lorsque, après la décision du gouvernement fédéral de mener une politique des deux océans, une étude de faisabilité sur l'usage de Garden Island comme base navale a commencé. Les 4,3 kilomètres de route reliant l'île au continent ont été achevés en juin 1973. La construction des quais et des ateliers a commencé au début de 1973 et celle des logements en 1975 avec l'installation officielle de la flotte de la base de l'Ouest le 28 juillet 1978.
La première grande unité de la flotte basée à Starling fut le destroyer Stuart de la classe River, ayant d'abord été attribué à Stirling en 1984 pour plusieurs années puis après le réaménagement, de nouveau à l'est en 1988 avant son démantèlement en 1991.
La base navale de Stirling a connu une expansion énorme à l'intérieur de ses frontières existantes et a vu la construction du centre de formation d'échappement de sous-marins — l'un des six dans le monde et le seul dans l'hémisphère Sud. Stirling accueille les six sous-marins de classe Collins exploités par la marine australienne.

## Liste des navires et sous marins stationnés dans la base
[Quand ?]
- Classe Anzac
  - HMAS Anzac (FFH 150)
  - HMAS Arunta (FFH 151)
  - HMAS Warramunga (FFH 152)
  - HMAS Toowoomba FFH 156)
  - HMAS Perth (FFH 157)
- Classe Collins
  - HMAS Collins (SSG 73)
  - HMAS Farncomb (SSG 74)
  - HMAS Waller (SSG 75)
  - HMAS Dechaineux (SSG 76)
  - HMAS Sheean (SSG 77)
  - HMAS Rankin (SSG 78)

- HMAS Sirius (O266)